# Millionnaire (chanson)
Pour les articles homonymes, voir Millionnaire (homonymie).
Singles de Soprano
Clown
(2015)
Millionnaire est un single de Soprano extrait de la réédition en 2015 de l'album Cosmopolitanie (2014). Le clip a été tourné à Salon-de-Provence (Métropole Aix-Marseille-Provence).

## Classements
| Classement (2015)                       | Meilleure position |
| --------------------------------------- | ------------------ |
| Belgique (Wallonie Ultratop 50 Singles) | 16                 |
| Belgique (Wallonie Ultratip 50)         | 1                  |
| Belgique (Wallonie Ultratop 50 Airplay) | 25                 |
| France (SNEP)                           | 12                 |
| France (SNEP Streaming)                 | 17                 |